# 織田信廣
織田信廣（早於1534年—1574年10月13日），信秀的庶長子，信長的庶兄，由於他是妾腹之子，因此沒有繼承權。
1540年時，信秀攻下三河國的安祥城，並且以信廣擔任城主。
天文17年（1548年）3月爆發第二次小豆坂之戰，信廣擔任先鋒任務。但在登上小豆坂之際，遭遇今川先鋒松平勢，由於兵力居於劣勢，且戰且走退到信秀本隊佈陣的附近，與本隊合流後才擊退松平勢。此時信秀趁勢進攻，但遭到今川的伏兵岡部長教突襲造成本隊總崩而敗退。此戰敗北後，織田軍退往安祥城，信秀將安祥城的守備交給信廣負責後，回到尾張。
但是1549年三月時，今川義元方面的太原雪齋與松平廣忠合兵兩萬，發兵進攻安祥城，結果先是織田信廣討殺深入的松平軍先鋒本多忠高，然後父親信秀的援軍也順利擊破松平軍，松平家重臣本多忠豐殿後戰死。
可是在同年十一月，太原雪齋再度進攻，雖然派出平手政秀擔任援軍，但安祥城仍然陷落，將信廣擄去做人質，後來織田家以松平竹千代（後來的德川家康）當交換條件，這才將信廣贖回來。
父親信秀去世後，信廣也參與了繼承之位的爭奪，與弟弟信長也曾經不和。信長繼位後曾發動叛亂，弘治2年（1556年），信廣與美濃稻葉山城齋藤義龍共謀反叛。當時，信長由於美濃齋藤家來襲而自清洲城出陣，信廣擔任援軍而進入清洲城，與擔任居留守役的佐脇藤右衛門共同防守。信廣打算趁布陣於清洲城北方的義龍與信長對峙時，趁機將佐脇殺害並奪取清洲城，事成後舉起狼煙通知義龍共同夾擊信長。
但不幸事機洩漏，清洲城城防警戒體制更為嚴謹，信廣發覺謀叛失敗後慌張逃亡，義龍則發現狼煙沒有升起後，察覺信廣奪取清洲城的計謀失敗了，立刻撤退回到美濃。信廣則在與信長發生小規模的戰鬥後失敗降伏。並獲得信長的赦免，自此完全臣服信長，隨後參與織田家大小戰事頗受信賴，最後在1574年平定長島一向一揆的戰役當中奮戰至死，信長也因長島一戰失去了不少親兄弟而狂怒屠殺長島全城。
信廣的女兒，其中有一個被信長當做養女，嫁給了家臣丹羽長秀。又有一個女兒與信長的庶長子信正結婚，後來信正繼承了信廣家。